# Мордвинов, Владимир Фёдорович
Влади́мир Фёдорович Мордви́нов (1927, Малгобек — 15 октября 1942, Малгобек, Северо-Кавказский край) — участник Великой Отечественной войны, пионер-герой.

## Биография
Когда вермахт стал приближаться к Малгобеку семья Мордвиновых эвакуировалась в Старые промысла — один из районов Грозного. Однако Володя хотел принимать участие в разгроме фашистов. Так он попал в станицу Вознесеновскую, где ему поручили собрать информацию о военных объектах противника в Малгобеке. Это задание юный разведчик успешно выполнил. После этого он ещё несколько раз ходил на разведку в тыл врага. Во время одного из таких рейдов ему удалось обнаружить скопление большого числа немецких танков, что позволило сорвать танковую атаку противника.
15 октября 1942 года, во время очередного выхода из тыла противника Мордвинов был сражён пулемётной очередью. После освобождения Малгобека тело разведчика было найдено. Мордвинов был посмертно награждён медалью «За оборону Кавказа».

## Память
На месте его гибели в 1947 году был установлен обелиск.
19 мая 1979 года, в День пионерии, в сквере у здания грозненского Дворца пионеров в Грозном был установлен памятник юному разведчику Володе Мордвинову.
В 1985 году в Грозном была издана книга Т. Е. Омельчука «Повесть о Володе Мордвинове».